# Прибутковий будинок Лисака-Гаркавенка
Прибутко́вий буди́нок Лисака́-Гарка́венка — будинок в Черкасах, збудований у 70-их роках XIX століття.
Будинок був збудований в 1870-их роках черкаськими підприємцями Ф. І. Лисаком та М. Ф. Гаркавенком. До 1917 року він слугував як прибутковий будинок. В 1920-1930-их роках у будинку розміщувались навчальні кімнати піхотної школи. Тоді ж будівля була добудована, корпус простягся в бік Дніпра. Пізніше в будинку знаходилось Черкаське піхотне училище. Під час Другої світової війни тут розташовувався спочатку німецький, а після війни — радянський військовий шпиталь. З 1960-их років в будинку деякий час перебувало новостворене музичне училище імені Гулака-Артемовського, а з 1964 року — Черкаська дитяча музична школа № 1 імені М. В. Лисенка.

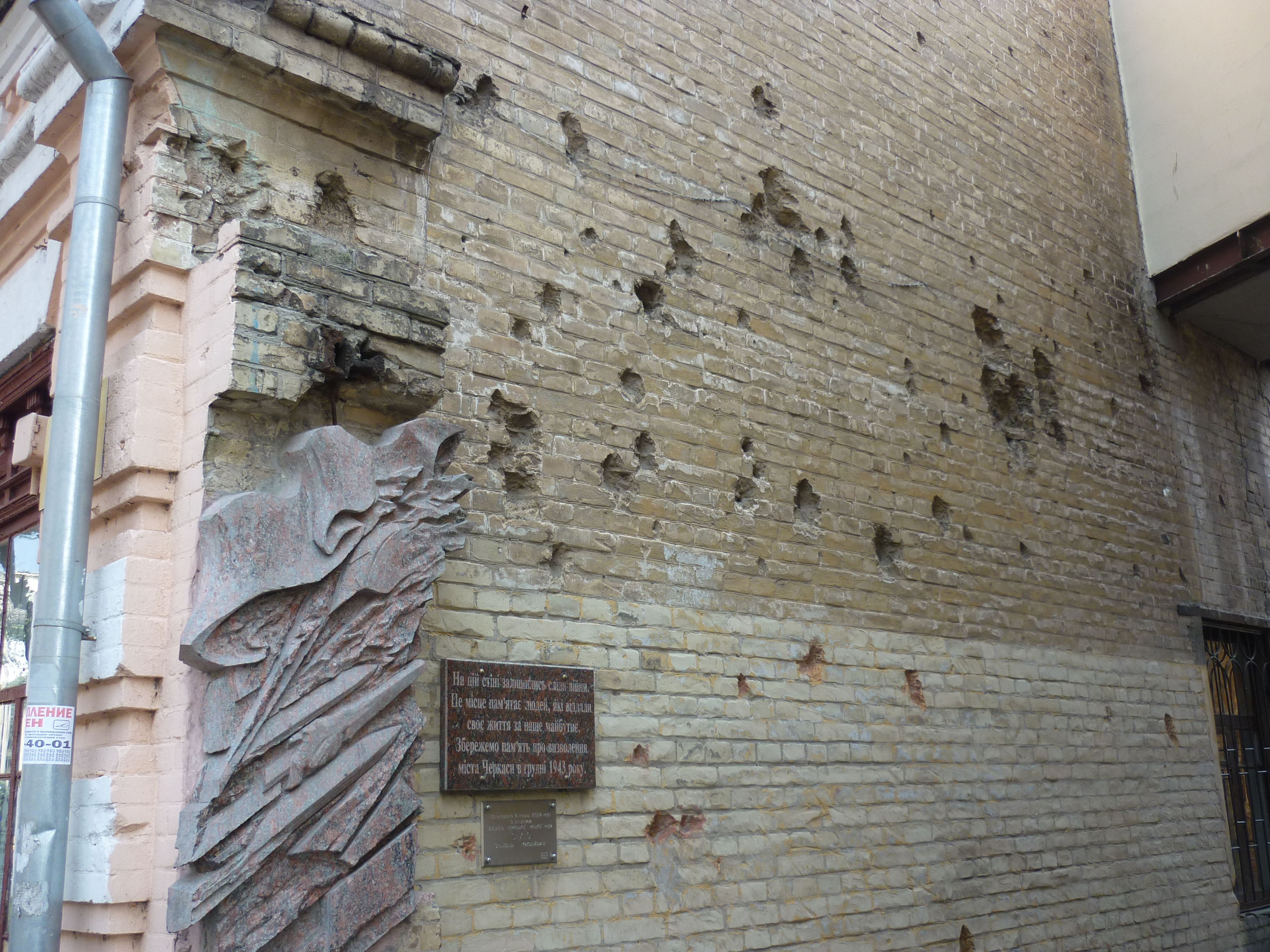
Сліди війни

На бічній стіні будинку збереглись сліди від снарядів часів визволення Черкас 1943 року. Під ними було встановлено пам'ятну дошку.